# Stadion im. Józsefa Bozsika
Stadion im. Józsefa Bozsika (węg. Bozsik Stadion) – nieistniejący już wielofunkcyjny stadion sportowy w Budapeszcie, na którym swoje mecze rozgrywała piłkarska drużyna Budapest Honvéd. Na początku 2019 roku obiekt został rozebrany, po czym częściowo w jego miejscu powstał nowy stadion klubu Budapest Honvéd, otwarty w 2021 roku.

## Historia
W 1913 roku przy Sárkány utca na podarowanych od miasta Budapeszt terenach zbudowano pierwszy stadion Kispesti AC. W 1926 roku stadion ten zmodernizowano. W roku 1935 spłonęły drewniane trybuny i budynki na stadionie, ale dzięki wsparciu Józsefa Molnára w tym samym roku zdołano wybudować nowe i nowoczesne trybuny.
2 stycznia 1938 otwarto nowy stadion, mający osiem tysięcy miejsc (w tym pięć tysięcy siedzących) i będący wyposażonym w szatnie z ciepłą i zimną wodą, co było nowoczesnym rozwiązaniem w ówczesnych czasach. Inauguracja stadionu nastąpiła 12 lutego 1939 roku, kiedy był on już pokryty murawą. Pod koniec II wojny światowej stadion został zmodernizowany, między innymi posadzono na nowo trawę i wykonano zadaszenie trybuny z betonu. Zbudowano także boiska treningowe.
W 1955 roku nastąpiła kolejna modernizacja obiektu. 20 maja 1967 roku w meczu towarzyskim przeciwko Haladásowi Szombathely zainaugurowano sztuczne oświetlenie. Stadion mógł pomieścić wówczas 25 tysięcy widzów.
W 1986 roku patronem stadionu został 101-krotny reprezentant Węgier, József Bozsik. Przy tej okazji zwiększono natężenie oświetlenia i wymieniono murawę na nowy typ, a boisko zostało poszerzone i wydłużone. Zbudowano także przy stadionie dwudziestopokojowy hotel z restauracją na dwieście miejsc. W 1990 roku odnowiono szatnie i prysznice, a starą salę gimnastyczną przekształcono w klub dla VIP-ów.
W latach 2006–2008 przeprowadzono gruntowny remont stadionu.
Na przełomie lutego i marca 2019 roku stadion został rozebrany. Następnie częściowo w jego miejscu wybudowano nowy, typowo piłkarski stadion klubu Budapest Honvéd, otwarty w 2021 roku.